# Huracán Enrique (2021)
El huracán Enrique fue un huracán de categoría 1 de alto nivel que produjo fuertes lluvias e inundaciones al suroeste de México, causando daños por 50 millones de dólares  y dos muertes directas. El sistema también amenazó a la península de Baja California como tormenta tropical; sin embargo, se convirtió en un remanente bajo antes de afectar la región.Fue la quinta depresión y tormenta con nombre, así como el primer huracán de la temporada de huracanes del Pacífico de 2021. El 22 de junio, una onda tropical sobre el Océano Pacífico cerca de Nicaragua comenzó a producir grandes cantidades de tormentas eléctricas desorganizadas. En un entorno propicio para la intensificación, la perturbación viajó hacia el oeste-noroeste y se emitieron avisos de tormenta tropical. -Enrique se complicó cuando un pase de dispersómetro avanzado en el sistema mostró que había vientos huracanados en el cuadrante sureste del sistema. El sistema se organizó aún más, bajo un área de aguas cálidas y poca cizalladura del viento, mientras continuaba su movimiento, disminuyendo la velocidad a las 21:00 UTC de ese día, antes de fortalecerse a un huracán de categoría 1 y girar hacia el noroeste. Según se acercaba a la costa de México, la tendencia de fortalecimiento de Enrique se detuvo cuando el aire seco comenzó a afectar el sistema. El 26 de junio, cuando giraba hacia el noroeste, las imágenes satelitales mostraron que un ojo incipiente comenzaba a hacerse visible. 

## Historia meteorológica
El 20 de junio de 2021, el Centro Nacional de Huracanes (NHC) notó la posible formación de un área de baja presión cerca del sur de Guatemala y el Golfo de Tehuantepec. El 22 de junio, un área de clima perturbado estaba rastreando América Central con imágenes satelitales que mostraban lluvias y tormentas eléctricas desorganizadas. Con condiciones ambientales conductivas, el sistema se organizó gradualmente y el 25 de junio a las 09:00 UTC, el Centro Nacional de Huracanes (NHC) evaluó el sistema como tormenta tropical, asignándole el nombre de "Enrique". Las imágenes satelitales también revelaron que la tormenta había desarrollado una circulación de bajo nivel, con un pase del dispersómetro sobre la tormenta que también mostraba que estaba produciendo vientos con fuerza de tormenta tropical al sureste del centro. La estructura de la tormenta había mejorado aún más seis horas después, con características de bandas prominentes hacia el sur y el este. Más tarde, se desarrolló un gran estallido convectivo sobre la tormenta. Enrique continuó intensificándose a lo largo del día, y el Centro Nacional de Huracanes (NHC) evaluó que el sistema se había fortalecido formando un huracán de categoría 1 a las 09:00 UTC del 26 de junio, después de lo cual el sistema poseía una densa nubosidad central bien definida, junto a un área persistente de nubes frías. Una zona de nubes que estaba por encima indicaba que la pared del ojo se estaba desarrollando. Sin embargo, su estructura se degradó poco después debido al aire seco. La estructura de Enrique mejoró más tarde, aunque todavía entraba aire seco en el lado norte de la tormenta. Alrededor de este tiempo, la tormenta alcanzó su intensidad máxima de 90 mph (150 km/h). Se pronosticó una ligera intensificación, pero esto no ocurrió. El 28 de junio, a las 15:00 UTC, la estructura convectiva de Enrique se había erosionado y el núcleo interno se había vuelto cada vez más irregular debido al aire seco, lo que provocó que el huracán se debilitara. El mismo día a las 21:00 UTC, el Centro Nacional de Huracanes (NHC) degradó a Enrique a tormenta tropical de alto nivel debido a que la estructura continuaba deteriorándose y tenía un centro parcialmente expuesto. El 30 de junio, a las 12:00 UTC, el Centro Nacional de Huracanes (NHC) degradó aún más a Enrique a depresión tropical cuando sus tormentas eléctricas se redujeron a una pequeña área de convección profunda. A las 21:00 UTC de ese día, Enrique degeneró en un remanente bajo en el Golfo de California ya que toda su convección se había disipado.

## Preparaciones e impacto
A las 15:00 UTC del 25 de junio, el Gobierno de México emitió una Vigilancia de Tormenta Tropical desde Punta San Telmo, Michoacán hasta Cabo Corrientes, Jalisco.
Al menos dos personas se ahogaron en una playa en Pie de la Cuesta, Guerrero debido a las corrientes de resaca entre el 25 y el 26 de junio y 207 viviendas resultaron dañadas por los derrumbes y vientos provocados por el huracán en la misma zona. Las fuertes lluvias afectaron áreas de Manzanillo, mientras que los vientos causaron daños menores en las viviendas. En Lázaro Cárdenas, las áreas se inundaron llegando a niveles de más de 50 cm (19 pulgadas). Hubo un total de 115,904 afectados por los cortes de electricidad en todo el estado de Jalisco, aunque la energía se restableció al 96% un par de horas después. Enrique dejó daños en zonas de Nayarit, con árboles arrancados que cayeron sobre viviendas y líneas eléctricas derribadas, lo que provocó un corte de energía en toda la ciudad de Tepic. A nivel nacional, los daños causados por la tormenta se calcularon en aproximadamente 50 millones de dólares.